# Drocourt (Pas-de-Calais)
Pour l’article homonyme, voir Drocourt (Yvelines).
Drocourt est une commune française située dans le département du Pas-de-Calais en région Hauts-de-France. Ses habitants sont appelés les Drocourtois.
La commune fait partie de la communauté d'agglomération Hénin-Carvin qui regroupe 14 communes et compte 126 840 habitants en 2021.

## Géographie

### Localisation
Localisée dans le sud-est du département du Pas-de-Calais, Drocourt est une commune située, à vol d'oiseau, à 8 km au sud-est de la commune de Lens (chef-lieu d'arrondissement) et à 10 km au nord-ouest de la commune de Douai.
Le territoire de la commune est limitrophe de ceux de quatre communes.
Les communes limitrophes sont  Bois-Bernard, Hénin-Beaumont, Izel-lès-Équerchin et Rouvroy.

### Géologie et relief
La superficie de la commune est de 3,4 km2 ; son altitude varie de 39  à   68 m.

### Hydrographie
La commune est située dans le bassin Artois-Picardie. Elle n'est drainée par aucun cours d'eau,.

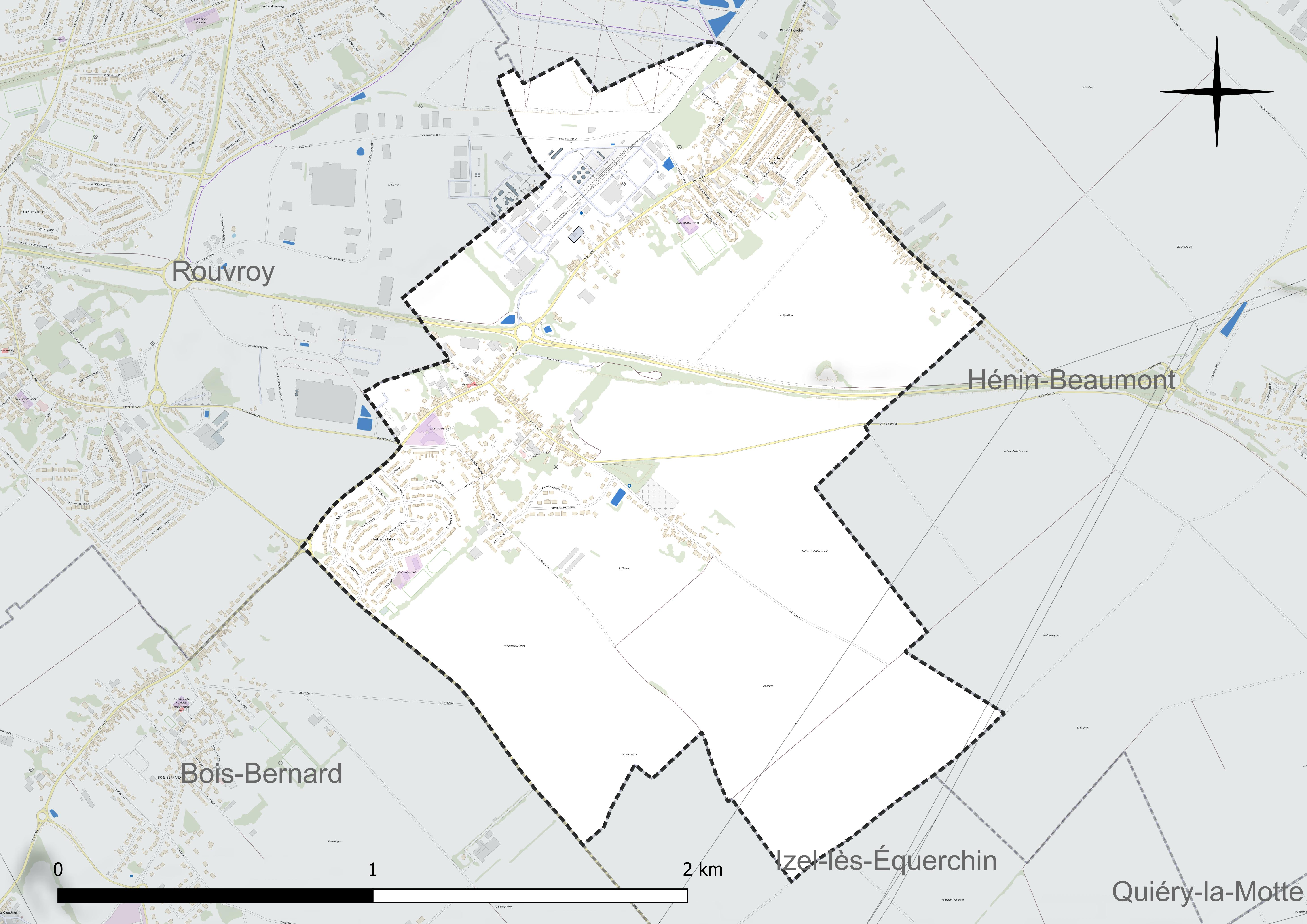
Réseau hydrographique de Drocourt.

### Climat
Pour des articles plus généraux, voir Climat des Hauts-de-France et Climat du Pas-de-Calais.
En 2010, le climat de la commune est de type climat océanique dégradé des plaines du Centre et du Nord, selon une étude du CNRS s'appuyant sur une série de données couvrant la période 1971-2000. En 2020, Météo-France publie une typologie des climats de la France métropolitaine dans laquelle la commune est exposée à un climat océanique et est dans la région climatique Nord-est du bassin Parisien, caractérisée par un ensoleillement médiocre, une pluviométrie moyenne régulièrement répartie au cours de l'année et un hiver froid (3 °C).
Pour la période 1971-2000, la température annuelle moyenne est de 10,5 °C, avec une amplitude thermique annuelle de 14,3 °C. Le cumul annuel moyen de précipitations est de 720 mm, avec 12,3 jours de précipitations en janvier et 9 jours en juillet. Pour la période 1991-2020, la température moyenne annuelle observée sur la station météorologique la plus proche, située sur la commune de Douai à 11 km à vol d'oiseau, est de 11,0 °C et le cumul annuel moyen de précipitations est de 729,2 mm,. Pour l'avenir, les paramètres climatiques de la commune estimés pour 2050 selon différents scénarios d'émission de gaz à effet de serre sont consultables sur un site dédié publié par Météo-France en novembre 2022.

### Milieux naturels et biodiversité

#### Espèces faunistiques et floristiques
Le site de l'Inventaire national du patrimoine naturel (INPN) recense 326 espèces faunistiques et floristiques sur le territoire de la commune dont 40 protégées et 14 menacées et quasi-menacées.

## Urbanisme
La commune de Drocourt comprend deux parties, le secteur sud est le chef-lieu de la commune appelé Drocourt village, le secteur nord est constitué principalement par une ancienne cité minière appelée La Parisienne.
Ces deux entités étaient séparées par une voie ferrée (ancienne ligne Avion-Corbehem) remplacée par une route départementale qui se branche sur l'autoroute A1.

### Typologie
Au 1er janvier 2024, Drocourt est catégorisée ceinture urbaine, selon la nouvelle grille communale de densité à sept niveaux définie par l'Insee en 2022.
Elle appartient à l'unité urbaine de Douai-Lens, une agglomération inter-départementale regroupant 67  communes, dont elle est une commune de la banlieue,,. Par ailleurs la commune fait partie de l'aire d'attraction de Lens - Liévin, dont elle est une commune de la couronne,. Cette aire, qui regroupe 50 communes, est catégorisée dans les aires de 200 000 à moins de 700 000 habitants,.

### Occupation des sols
L'occupation des sols de la commune, telle qu'elle ressort de la base de données européenne d'occupation biophysique des sols Corine Land Cover (CLC), est marquée par l'importance des territoires agricoles (66,6 % en 2018), en diminution par rapport à 1990 (68 %). La répartition détaillée en 2018 est la suivante : 
terres arables (66,6 %), zones urbanisées (24,6 %), zones industrielles ou commerciales et réseaux de communication (7,1 %), espaces verts artificialisés, non agricoles (1,7 %). L'évolution de l'occupation des sols de la commune et de ses infrastructures peut être observée sur les différentes représentations cartographiques du territoire : la carte de Cassini (XVIIIe siècle), la carte d'état-major (1820-1866) et les cartes ou photos aériennes de l'IGN pour la période actuelle (1950 à aujourd'hui).

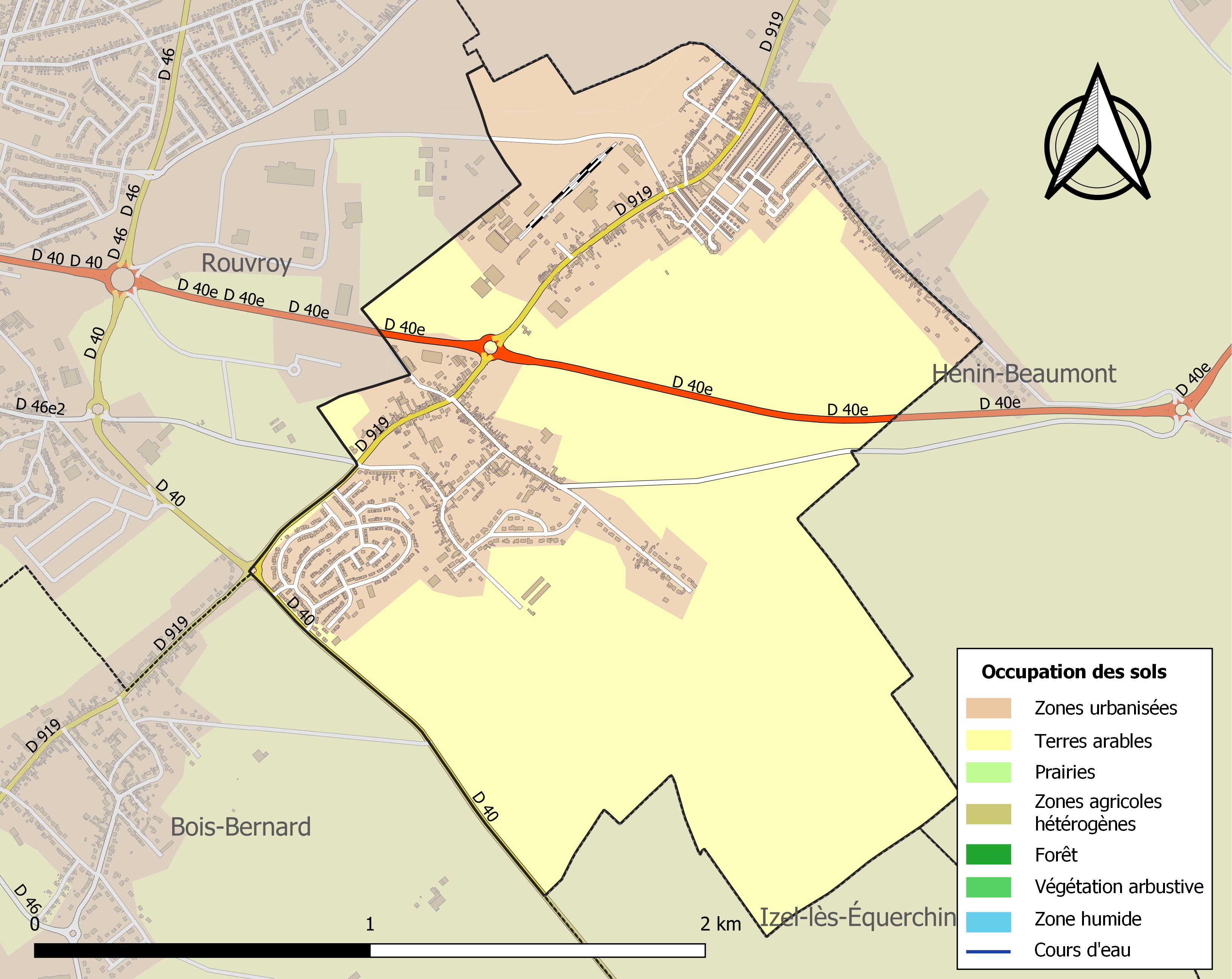
Carte des infrastructures et de l'occupation des sols de la commune en 2018 (CLC).

#### Voies de communication
La commune est desservie par les routes départementales D 40, D 40e et D 919 et est à 5 km de la sortie no 16.1 de l'autoroute A1 reliant Paris à Lille.

#### Transport ferroviaire
La commune se trouve à 4 km, au sud-ouest, de la gare d'Hénin-Beaumont, située sur la ligne de Lens à Ostricourt, desservie par des trains régionaux du réseau TER Hauts-de-France.

## Toponymie
Le nom de la localité est attesté sous les formes Droecort, Drauecort en 1171 ; Drohaucort en 1198 ; Draucourt, Draucurt au XIIe siècle ; Drahaucourt en 1206 ; Drehaucort en 1213 ; Dreaucurt en 1213 ; Draaucurt en 1213 ; Drehaucourt en 1290 ; Drehaucoucourt en 1294 ; Drehaucourt en 1323 ; Derehaucourt en 1337 ; Derraucourt en 1430 ; Drecourt en 1469 ; Derraucourt en 1565 ; Drochourt en 1565 ; Deraucourt en 1640, Drocourt en 1793 ; Draucourt et Drocourt depuis 1801.

## Histoire

### Exploitation minière
La société civile a commencé dès 1879 avec l'ouverture d'un puits, no 1 ou La Parisienne, au sud de la commune d'Hénin-Beaumont, près du sondage de Drocourt qui a fait de belles découvertes. À peine entré dans le niveau, la venue d'eau s'élève à 80 000 hectolitres par 24 heures. Les terrains sont désagrégés et exigent, pour être maintenus en place, un boisage provisoire très soigné. Le cuvelage est constitué de dix-huit pans de bois. Il a fallu mettre en marche une machine d'épuisement à traction directe de 150 chevaux et deux pompes de 55 centimètres de diamètre.

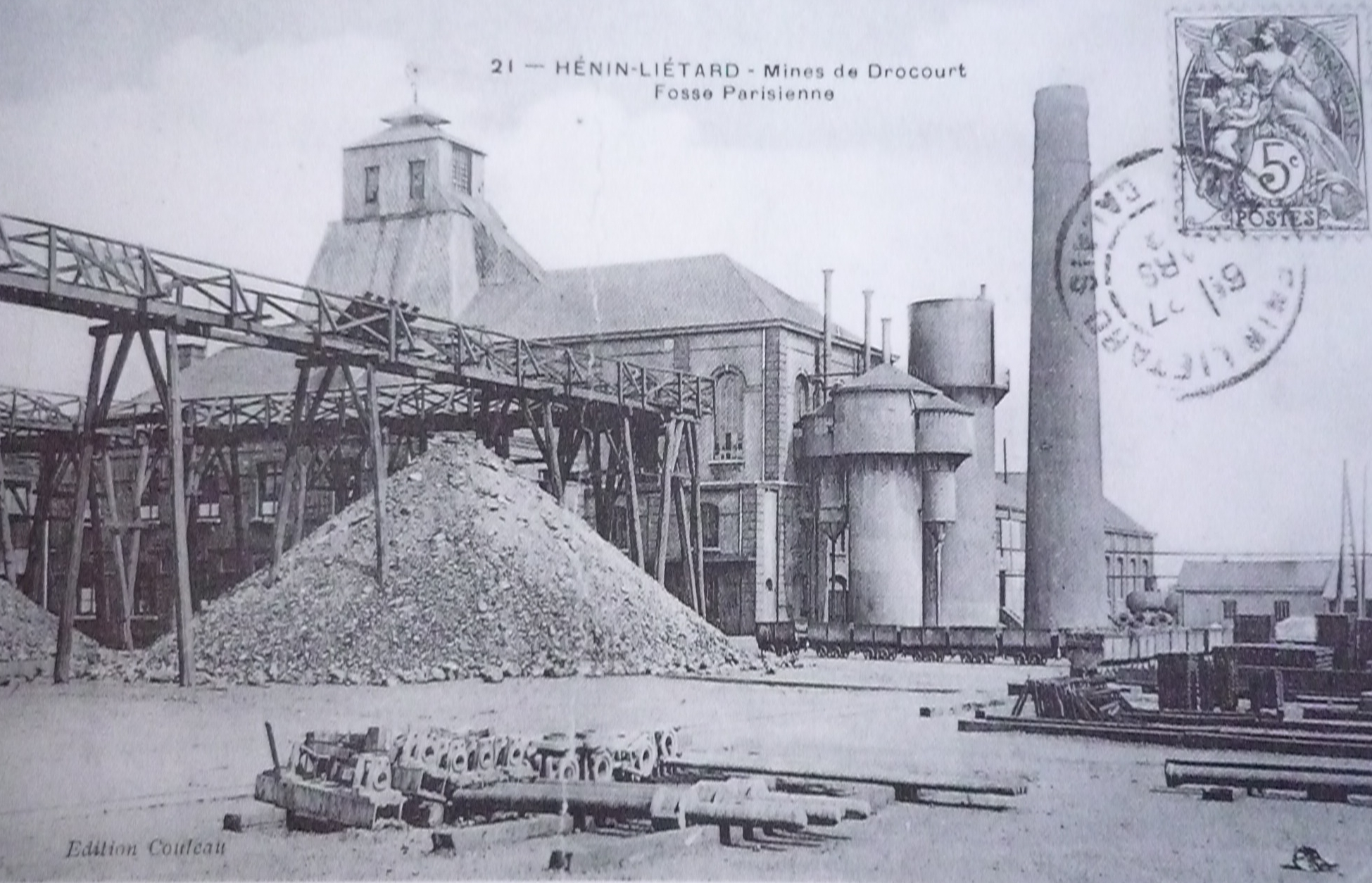
Fosse 1 de Drocourt en 1900.

Mais les terrains se raffermissent dans la profondeur et des picotages successifs retiennent bientôt les eaux. Le cuvelage commencé le 25 octobre 1880 a été terminé le 20 mars 1881 à 79,48 mètres de profondeur. Le puits de Drocourt est creusé au diamètre de 4,50 mètres dans le cuvelage. L'extraction des déblais s'effectue au moyen d'une machine à deux cylindres conjugués et horizontaux de la force de cent chevaux. Le 1er mai 1881, le puits a atteint la profondeur de 112 mètres.
Une fois ces niveaux franchis, le creusement progresse beaucoup plus vite. En 1883, le terrain houiller est rencontré à 291,80 mètres. L'extraction commence avec une production de 1 524 tonnes de charbon gras. Des étages de recette sont ouverts à 250, 592, 550 et 609 mètres. Le puits est remblayé en 1952.
La fosse est devenue le siège du service géologie des houillères du bassin du Nord-Pas-de-Calais et possède notamment un simulateur d'aérage. Toute activité industrielle s'éteindra avec la fermeture de la cokerie de Drocourt.
De simple village rural de 182 habitants en 1881, Drocourt connaît un essor démographique fulgurant en dix ans, puisque l'afflux de mineurs et d'ouvriers avec leurs familles fait passer la population de Drocourt à près de deux mille habitants en 1891. Désormais, Drocourt est partagé en Drocourt-Village autour de l'ancien village et de son église Saint-Léger, au bord de la route d'Hénin-Liétard et Drocourt-Mines avec ses corons, vers la route d'Arras. Ville minière formée de corons, Drocourt atteint près de trois mille habitants en 1911 et encore plus de deux mille six-cents habitants en 1931. Le pic de population est en 1982 avec plus  de trois mille quatre-cents habitants.

### Première Guerre mondiale
La commune est décorée de la croix de guerre 1914-1918 par décret du 23 septembre 1920, distinction également attribuée à 276 autres communes du Pas-de-Calais.

## Politique et administration

### Découpage territorial
La commune se trouve dans l'arrondissement de Lens du département du Pas-de-Calais depuis 2015, auparavant, depuis 1801, elle se trouvait dans l'arrondissement d'Arras.

#### Commune et intercommunalités
La commune est membre de la communauté d'agglomération Hénin-Carvin.

#### Circonscriptions administratives
La commune est rattachée au canton d'Hénin-Beaumont-2.

#### Circonscriptions électorales
Pour l'élection des députés, la commune fait partie de la onzième circonscription du Pas-de-Calais.

### Liste des maires
| Période                                  | Période                       | Identité           | Étiquette | Qualité                                                                     |
| ---------------------------------------- | ----------------------------- | ------------------ | --------- | --------------------------------------------------------------------------- |
| Les données manquantes sont à compléter. |                               |                    |           |                                                                             |
| septembre 1944                           |                               | Léon Falour        |           |                                                                             |
| Les données manquantes sont à compléter. |                               |                    |           |                                                                             |
| mars 1965                                | juin 1995                     | André Pouly        | PCF       | Employé aux HBNPC                                                           |
| juin 1995                                | En cours (au 13 février 2022) | Bernard Czerwinski | PCF       | Instituteur Réélu pour le mandat 2014-2020, Réélu pour le mandat 2020-2026, |

### Jumelages
La commune est jumelée avec :
| Ville | Ville     | Pays | Pays    | Période     |
| ----- | --------- | ---- | ------- | ----------- |
|       | Tokarnia, |      | Pologne | depuis 1995 |

## Équipements et services publics

### Enseignement
La commune est située dans l'académie de Lille et dépend, pour les vacances scolaires, de la zone B.
La ville administre trois établissements ; l'école maternelle Jeannette Prin, l'école primaire Maurice Thorez et l'école élémentaire Joliot-Curie.

### Justice, sécurité, secours et défense
La commune dépend du tribunal judiciaire d'Arras, du conseil de prud'hommes d'Arras, de la cour d'appel de Douai, du tribunal de commerce d'Arras, du tribunal administratif de Lille, de la cour administrative d'appel de Douai, du pôle nationalité du tribunal judiciaire d'Arras et du tribunal pour enfants d'Arras.

## Population et société

### Démographie
Les habitants de la commune sont appelés les Drocourtois.

#### Évolution démographique
L'évolution du nombre d'habitants est connue à travers les recensements de la population effectués dans la commune depuis 1793. Pour les communes de moins de 10 000 habitants, une enquête de recensement portant sur toute la population est réalisée tous les cinq ans, les populations de référence des années intermédiaires étant quant à elles estimées par interpolation ou extrapolation. Pour la commune, le premier recensement exhaustif entrant dans le cadre du nouveau dispositif a été réalisé en 2006.

En 2022, la commune comptait 2 952 habitants, en évolution de +0,54 % par rapport à 2016 (Pas-de-Calais : −0,72 %, France hors Mayotte : +2,11 %).
| 1793 | 1800 | 1806 | 1821 | 1831 | 1836 | 1841 | 1846 | 1851 |
| ---- | ---- | ---- | ---- | ---- | ---- | ---- | ---- | ---- |
| 179  | 151  | 153  | 206  | 223  | 179  | 159  | 157  | 171  |

| 1856 | 1861 | 1866 | 1872 | 1876 | 1881 | 1886 | 1891  | 1896  |
| ---- | ---- | ---- | ---- | ---- | ---- | ---- | ----- | ----- |
| 167  | 167  | 172  | 185  | 177  | 182  | 447  | 1 943 | 2 206 |

| 1901  | 1906  | 1911  | 1921  | 1926  | 1931  | 1936  | 1946  | 1954  |
| ----- | ----- | ----- | ----- | ----- | ----- | ----- | ----- | ----- |
| 2 435 | 2 478 | 2 909 | 1 517 | 2 583 | 2 646 | 2 275 | 2 517 | 2 567 |

| 1962  | 1968  | 1975  | 1982  | 1990  | 1999  | 2006  | 2011  | 2016  |
| ----- | ----- | ----- | ----- | ----- | ----- | ----- | ----- | ----- |
| 2 475 | 2 361 | 3 035 | 3 458 | 3 341 | 3 104 | 2 945 | 2 988 | 2 936 |

| 2021  | 2022  | - | - | - | - | - | - | - |
| ----- | ----- | - | - | - | - | - | - | - |
| 2 943 | 2 952 | - | - | - | - | - | - | - |

#### Pyramide des âges
La population de la commune est relativement jeune.
En 2018, le taux de personnes d'un âge inférieur à 30 ans s'élève à 38,9 %, soit au-dessus de la moyenne départementale (36,7 %). À l'inverse, le taux de personnes d'âge supérieur à 60 ans est de 22,9 % la même année, alors qu'il est de 24,9 % au niveau départemental.
En 2018, la commune comptait 1 442 hommes pour 1 482 femmes, soit un taux de 50,68 % de femmes, légèrement inférieur au taux départemental (51,5 %).
Les pyramides des âges de la commune et du département s'établissent comme suit.
| Hommes | Classe d’âge | Femmes |
| ------ | ------------ | ------ |
| 0,2    | 90 ou +      | 1,1    |
| 3,8    | 75-89 ans    | 6,7    |
| 15,5   | 60-74 ans    | 18,4   |
| 17,6   | 45-59 ans    | 15,8   |
| 21,6   | 30-44 ans    | 21,4   |
| 17,6   | 15-29 ans    | 16,9   |
| 23,7   | 0-14 ans     | 19,7   |

| Hommes | Classe d’âge | Femmes |
| ------ | ------------ | ------ |
| 0,5    | 90 ou +      | 1,6    |
| 5,6    | 75-89 ans    | 8,9    |
| 16,7   | 60-74 ans    | 18,1   |
| 20,2   | 45-59 ans    | 19,2   |
| 18,9   | 30-44 ans    | 18,1   |
| 18,2   | 15-29 ans    | 16,2   |
| 19,9   | 0-14 ans     | 17,9   |

## Économie
La ville possédait sur une partie de son territoire la plus grande cokerie d'Europe, la cokerie de Drocourt. Construite par la Compagnie des mines de Drocourt, puis les HBNPC, ce sera une des dernières unités de traitement du charbon (avec la centrale d'Hornaing) exploitée par les Charbonnages de France. Elle ferme le 25 mars 2002 et est totalement détruite entre 2002 et 2003.

## Culture locale et patrimoine

### Lieux et monuments

#### Patrimoine mondial
Depuis le 30 juin 2012, la valeur universelle et historique du bassin minier du Nord-Pas-de-Calais est reconnue et inscrite sur la liste du patrimoine mondial l'UNESCO. Parmi les 353 sites, répartis sur 109 lieux inclus dans le périmètre du bassin minier, le site no 49 de Drocourt est composé de la cité de corons de la Parisienne, de l'école, et de l'église Sainte-Barbe, à Drocourt. Ces éléments ont été bâtis par la Compagnie des mines de Drocourt pour sa fosse no 1, située à Hénin-Beaumont,.

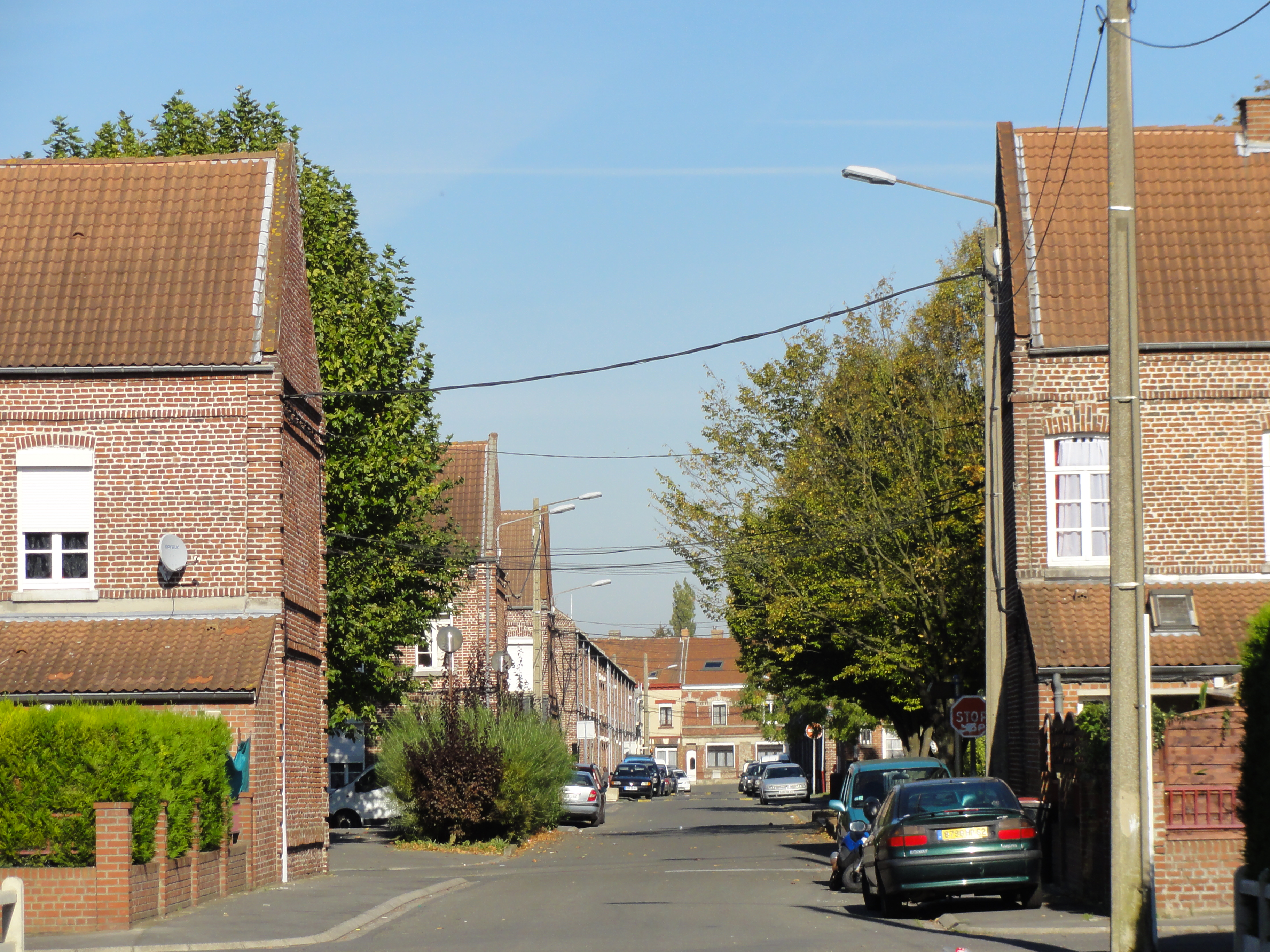
Les corons.
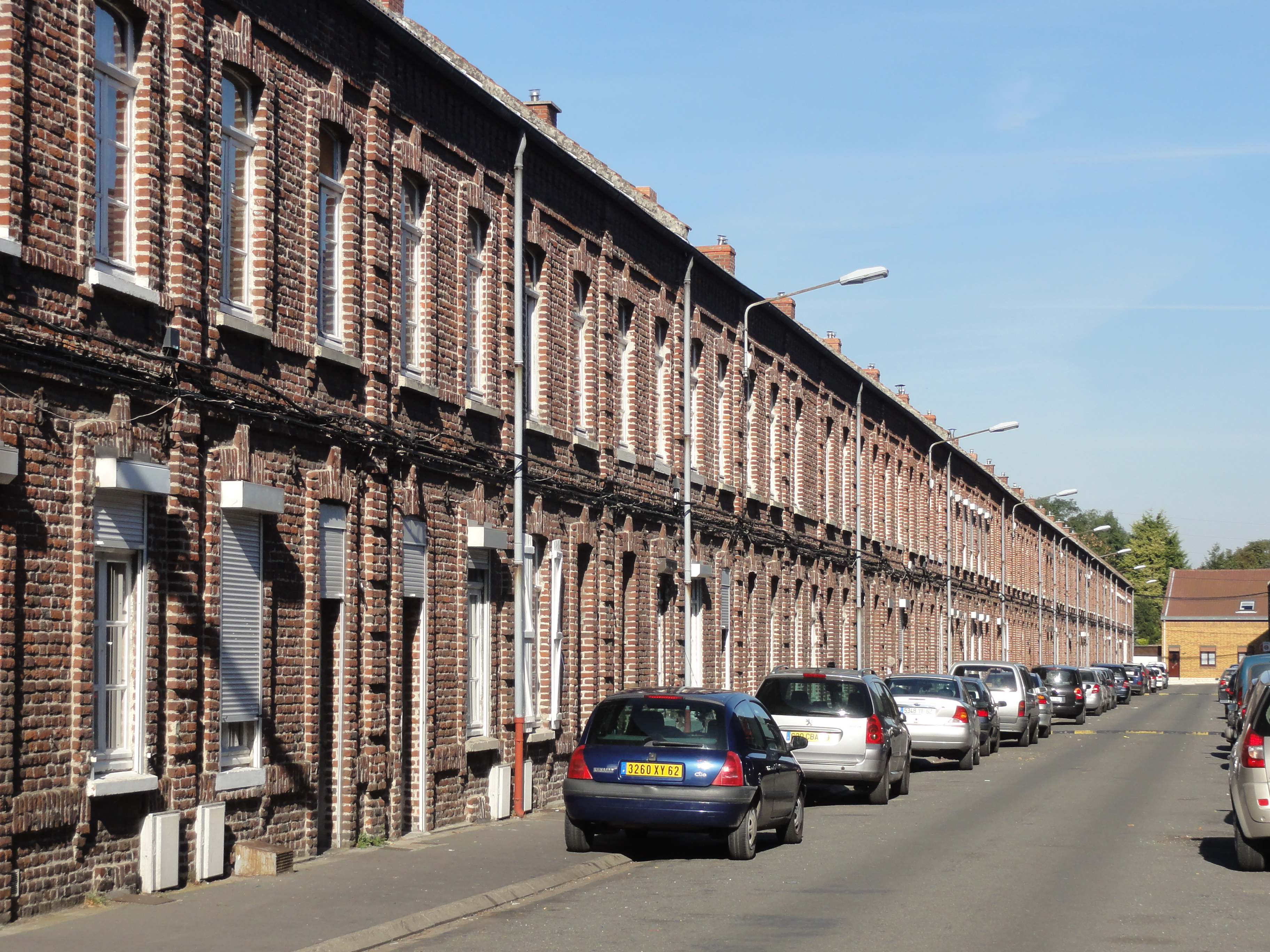
Les corons.
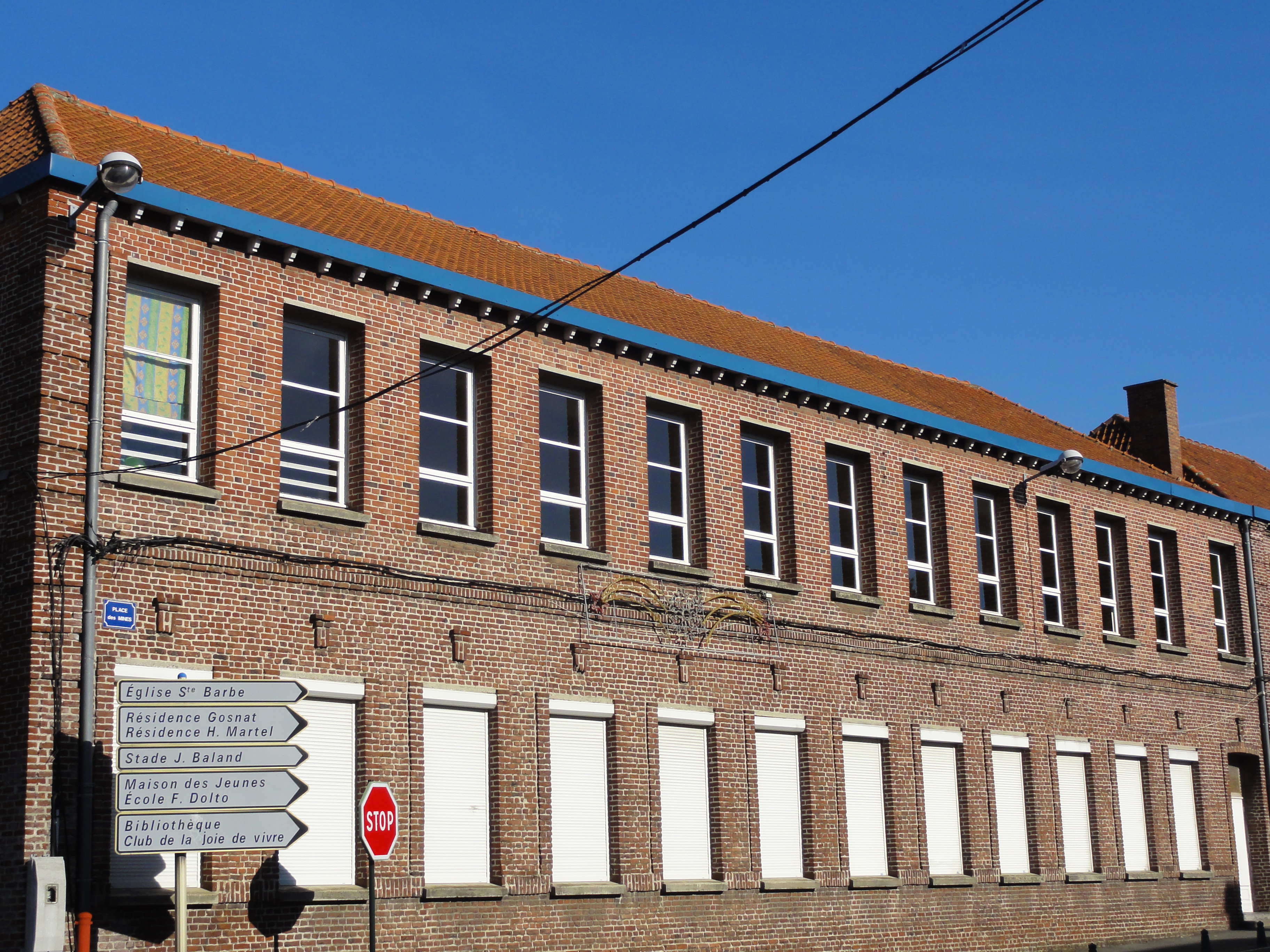
L'école.
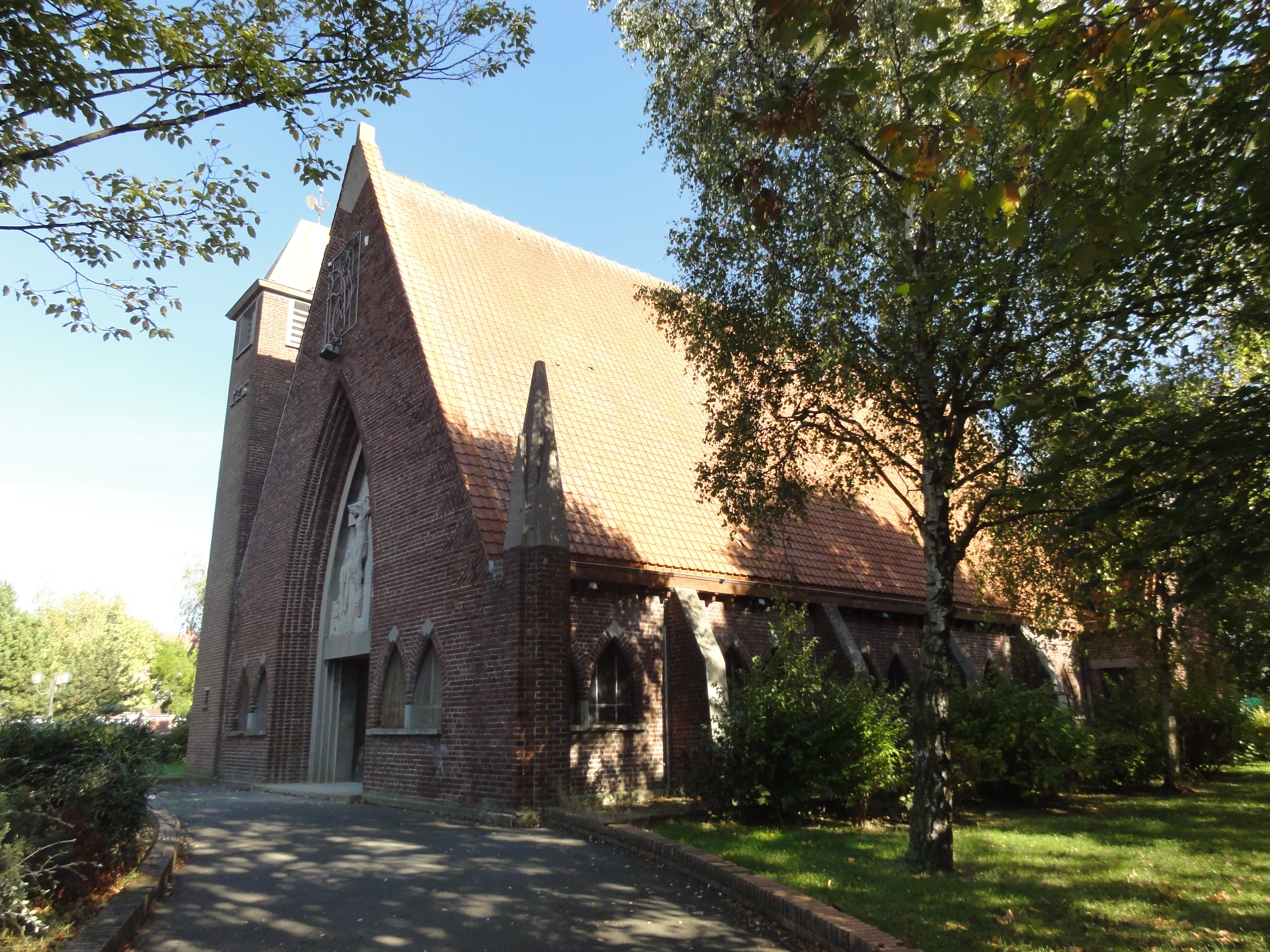
L'église Sainte-Barbe.

#### Autres lieux et monuments
- L'église Saint-Léger
- Le monument aux morts[40].

### Héraldique
| Blason de Drocourt | Blason  | De gueules à l'épi de blé d'or posé en barre et accompagné en chef d'une colombe volante d'argent tenant dans son bec un rameau d'olivier du même, et en pointe de quatre chevalets de puits de mine d'argent rangés en fasce. Ornements extérieursCroix de guerre 1914-1918 |
| Blason de Drocourt | Détails | Le blason de Drocourt rappelle l'existence de la Compagnie des mines Le statut officiel du blason reste à déterminer. |

### Personnalités liées à la commune
- André Drouart (1896-1943), résistant, mort décapité en Allemagne en 1943, né à Drocourt.
- Leon Podsiadły (pl) (1932-2020), sculpteur, peintre et dessinateur polonais, né à Drocourt.

## Pour approfondir